# Noah Huntley
Noah Cornelius Marmaduke Huntley es un actor británico, más conocido por haber interpretado a Luke McAllister en Emmerdale Farm, a Michael Dillon en Dream Team y a Will Curtis en Holby City.

## Biografía
Es hijo de Karen Huntley y Graham Huntley, tiene siete hermanos, una de ellas es su hermana gemela Echo Huntley.

## Carrera
Noah ha aparecido en anuncios para "AirWaves", "Toyota Corrolla Loudhailer - "It's Silver"!" y para "Marmite - Lifeguard".
El 14 de diciembre de 1993, se unió al elenco de la serie Emmerdale Farm, donde dio vida al estudiante Luke McAllister hasta el 1 de agosto de 1995. En 1998 se unió al elenco de la tercera temporada de la serie Dream Team, donde interpretó al futbolista Michael Dillon hasta 1999.
En 2004 se unió al elenco de la sexta temporada de la serie médica Holby City, donde interpretó a Will Curtis hasta 2005. En 2005 apareció en la película The Chronicles of Narnia: The Lion, the Witch and the Wardrobe, donde interpretó a Peter Pevensie de adulto.
En 2011 apareció como invitado en la serie Midsomer Murders, donde interpretó a Aidan Hardy durante un episodio; anteriormente Noah había aparecido por primera vez en 2001, cuando interpretó a Noel Wooliscroft durante el episodio "Who Killed Cock Robin?". En 2015 apareció como invitado en la serie The Royals, donde interpretó a Alistair Lacey durante el episodio "Infants of the Spring".

## Filmografía[4]

### Series de televisión
| Año         | Título                         | Personajes           | Notas                                 |
| ----------- | ------------------------------ | -------------------- | ------------------------------------- |
| 2015        | The Royals                     | Capt. Alistair Lacey | 4 episodios                           |
| 2012        | Homefront                      | Martin               | episodio # 1.6                        |
| 2011        | Midsomer Murders               | Aidan Hardy          | episodio "The Sleeper Under the Hill" |
| 2006 - 2010 | I Shouldn't Be Alive           | Warren MacDonald     | 10 episodios                          |
| 2008        | The Summit                     | Danny                | 2 episodios - miniserie               |
| 2006        | The Afternoon Play             | Gary                 | episodio "Your Mother Should Know"    |
| 2004 - 2005 | Holby City                     | Will Curtis          | 39 episodios                          |
| 2004        | Real Crime                     | John Tanner          | episodio "Love You to Death"          |
| 2003        | The Inspector Lynley Mysteries | Cliff Hegarty        | episodio "Deception on His Mind"      |
| 2002        | Where the Heart Is             | Davey Ludford        | episodio "Don't Let Go"               |
| 2001        | The Mists of Avalon            | Gawain               | Miniserie                             |
| 1998        | Birds of a Feather             | Dominic              | episodio "Can't Judge a Book"         |
| 1998 - 1999 | Dream Team                     | Michael Dillon       | -                                     |
| 1993 - 1995 | Emmerdale Farm                 | Luke McAllister      | 21 episodios                          |
| 1994        | Moonacre                       | Robin Loveday        | 6 episodios                           |
| 1992        | Nice Town                      | Nigel Dobson         | 3 episodios - miniserie               |
| 1987 - 1990 | Ruth Rendell Mysteries         | John Burden          | 15 episodios                          |
| 1989        | Tom's Midnight Garden          | James                | 2 episodios                           |
| 1987        | Drummonds                      | Eavis                | episodio "Beggars Can't Be Choosers"  |

### Películas
| Año  | Título                      | Personaje      | Notas |
| ---- | --------------------------- | -------------- | --- |
| 2018 | Paul, Apostle of Christ     | Publius        | junto a James Caviezel, Olivier Martinez, James Faulkner, Joanne Whalley, John Lynch                       |
| 2017 | Middleground                | Hombre         | junto a Marisa Ryan, Rob Campbell, Daniel Raymont, Chris Beetem y Adam Davenport                           |
| 2015 | Miss You Already            | Ejecutivo      | junto a Drew Barrymore, Dominic Cooper, Toni Collette, Jacqueline Bisset, Paddy Considine y Charlotte Hope |
| 2014 | Dracula Untold              | Capitán Petru  | junto a Luke Evans, Sarah Gadon, Dominic Cooper, Charles Dance, Ronan Vibert y Zach McGowan                |
| 2012 | Snow White and the Huntsman | Rey Magnus     | junto a Chris Hemsworth, Charlize Theron, Sam Claflin, Ian McShane, Bob Hoskins, Ray Winstone y Toby Jones |
| 2011 | Your Highness               | Caballero      | junto a Danny McBride, James Franco, Natalie Portman, Toby Jones, Charles Dance y Damian Lewis             |
| 2005 | The Chronicles of Narnia    | Peter Pevensie | junto a William Moseley, Tilda Swinton, James McAvoy, Liam Neeson y Jim Broadbent                          |
| 2002 | 28 Days Later               | Mark           | junto a Naomie Harris, Cillian Murphy, Brendan Gleeson y Megan Burns                                       |

### Videojuegos
| Año  | Título                         | Personaje       | Notas                                    |
| ---- | ------------------------------ | --------------- | ---------------------------------------- |
| 2016 | Battlefleet Gothic: Armada     | Cpt. Elyas Okar | prestó su voz para el personaje          |
| 2013 | Ryse: Son of Rome              | -               | prestó su voz para las voces adicionales |
| 2011 | Warhammer 40,000: Space Marine | Leandros        | prestó su voz para el personaje          |

### Narrador
| Año  | Programa          | Notas          |
| ---- | ----------------- | -------------- |
| 2013 | Date My Porn Star | -              |
| 2009 | The Restaurant    | episodio # 3.1 |
| 2007 | A&E               | 30 episodios   |

### Apariciones
| Año  | Programa         | Notas              |
| ---- | ---------------- | ------------------ |
| 2012 | The Wright Stuff | panelista invitado |
| 2005 | Bad Influence!   | invitado           |

### Teatro
| Año   | Obra                           | Personaje       | Director (a)     | Teatro          | Notas |
| ----- | ------------------------------ | --------------- | ---------------- | --------------- | ----- |
| 2002- | Who's Afraid Of Virginia Woolf | Nick            | Chris Honer      | Library Theatre | -     |
| -     | The Seduction of Anne Boleyn   | George Boleyn   | Patrick Sandford | -               | -     |
| -     | When Did You See My Mother     | Jimmy           | Antony Burgesss  | -               | -     |
| -     | Cinderella                     | Prince Charming | -                | -               | -     |

## Premios y nominaciones
| Año | Categoría             | Premio | Obra                           | Resultado |
| --- | --------------------- | ------ | ------------------------------ | --------- |
| -   | Best Supporting Actor | -      | Who's Afraid Of Virginia Woolf | Nominado  |